# Getto w Mizoczu

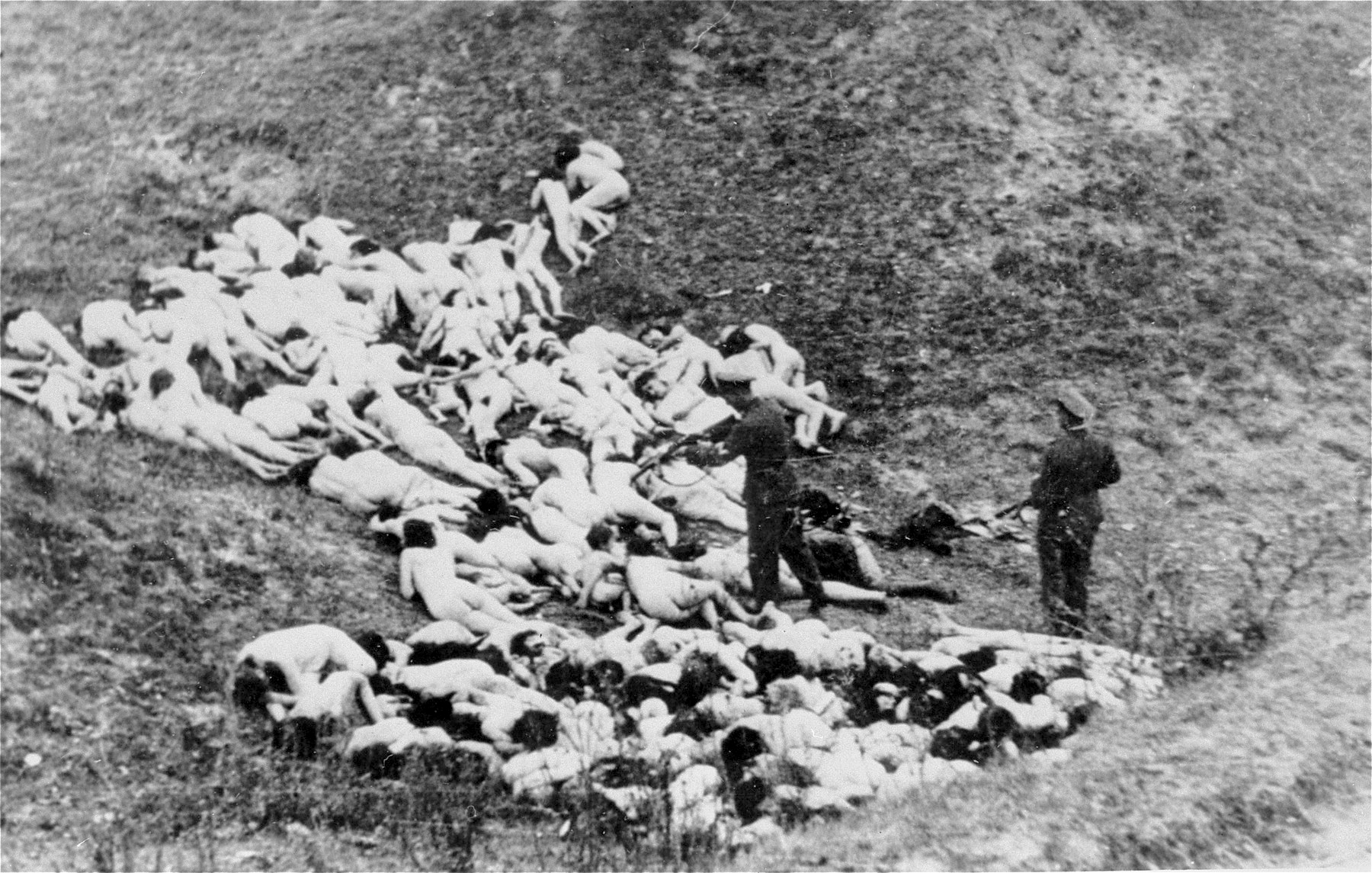
Egzekucja kobiet i dzieci z getta

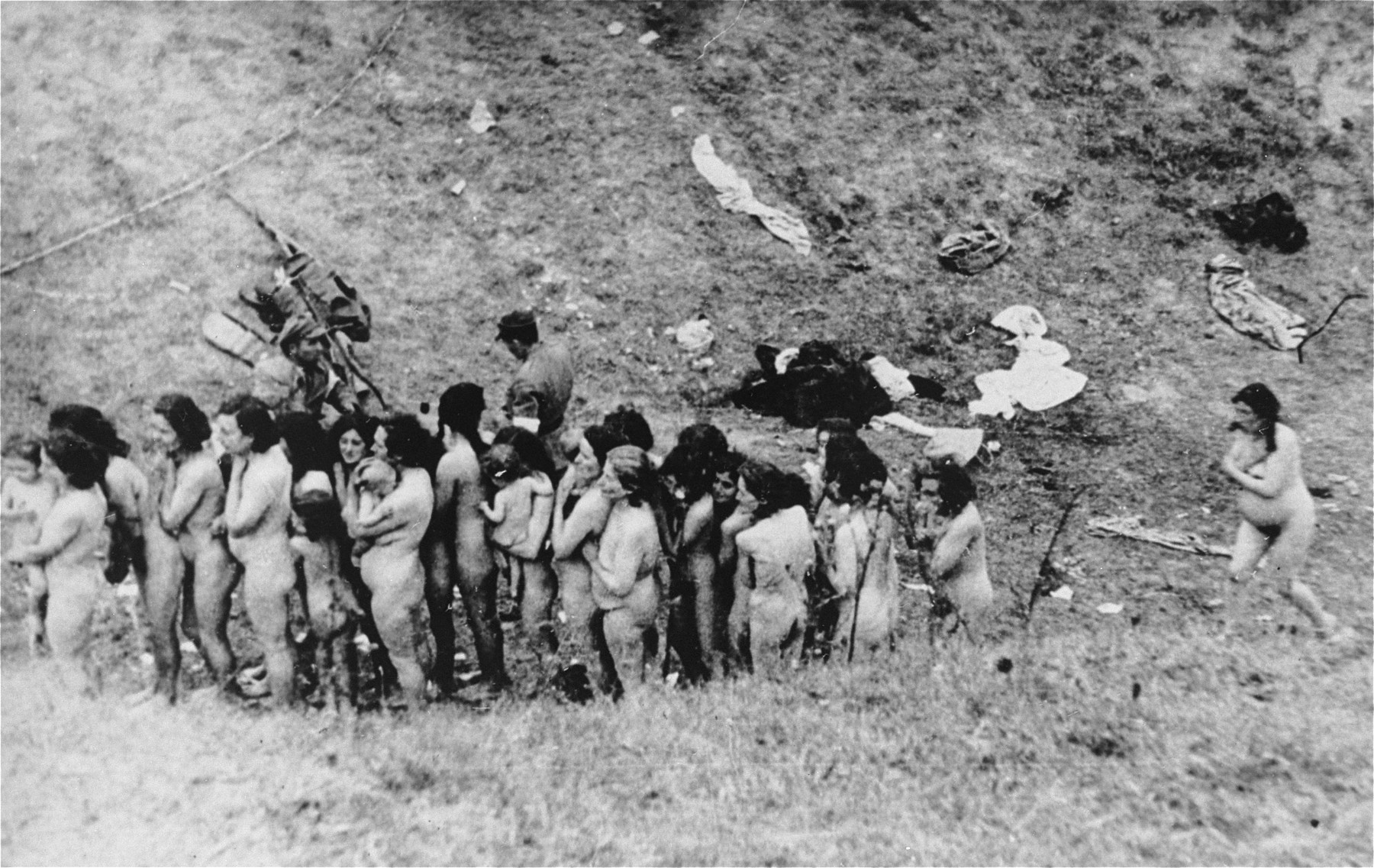
Grupa kobiet z getta przed egzekucją

Getto w Mizoczu – utworzone w marcu 1942 roku getto w mieście Mizocz, znajdującym się na okupowanym przez wojska niemieckie terenie II Rzeczypospolitej (obecnie Ukraina).
Na terenie wydzielonej i przeznaczonej do skoncentrowania ludności żydowskiej części miasta umieszczonych zostało ok. 1700 osób. W okolicach 13 października niemiecka policja i ukraińskie oddziały pomocnicze przystąpili do likwidacji getta. Podczas akcji likwidacyjnej napotkali opór ze strony podziemnej organizacji żydowskiej. Bojownicy bronili się wystarczająco długo, by umożliwić części mieszkańców ukrycie się lub ucieczkę z terenu getta. Większość uciekinierów została schwytana, wywieziona do wąwozu znajdującego się na południe od miasta Równe i rozstrzelana. Budynki znajdujące się na terenie getta zostały spalone. Część osób, którym udało się uciec do lasów, przyłączyła się do tamtejszych oddziałów partyzanckich.
Podczas akcji likwidacyjnej wykonane zostały zdjęcia, na których widać masakrę ludności żydowskiej. Fotografie przedstawiają m.in. nagie kobiety czekające w kolejce na rozstrzelanie, oraz policjantów dobijających z broni palnej ludzi, leżących w zbiorowych mogiłach. Zdjęcia będące dowodami tej zbrodni ludobójstwa zobaczyć można w archiwum United States Holocaust Memorial Museum w Waszyngtonie.